# Unificação do Iêmen

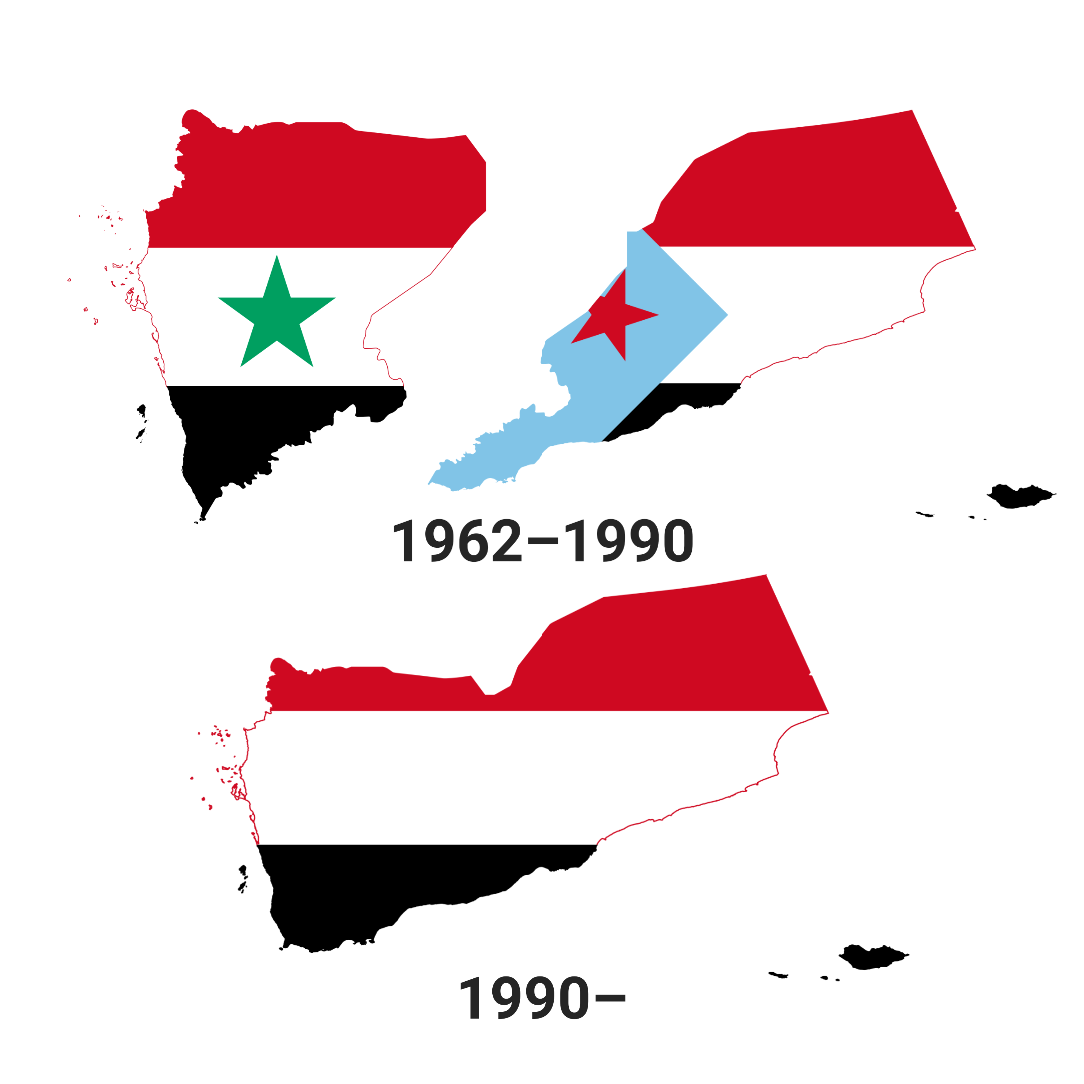
Desenho mostrando a reunificação iemenita.

A Unificação do Iêmen ocorreu no dia 22 de maio de 1990, quando os territórios da República Democrática Popular do Iêmen (Iêmen do Sul) e da República Árabe do Iêmen (Iêmen do Norte) foram unificados, formando a República do Iémen. Este episódio marca o fim da Guerra Fria no mundo árabe, enquanto na Europa ocorria gradualmente a queda do Bloco do Leste.

## Antecedentes
Ao contrário da Alemanha Oriental e Alemanha Ocidental ou da Coreia do Norte e Coreia do Sul, as repúblicas do Iêmen do Norte e Iêmen do Sul mantinham uma relação relativamente amistosa e próxima, embora muitas vezes as relações tenham sido tensas. Também ao contrário dos Estados coreanos e alemães, os dois estados iemenitas não foram formados depois de uma guerra civil ou por ocupação militar.
O Iêmen do Norte se tornou um Estado independente, o Reino do Iêmen, após o colapso do Império Otomano, no fim da Primeira Guerra Mundial, em novembro de 1918, enquanto o Iêmen do Sul, ainda naquela época, era uma colônia britânica.
No Iêmen do Norte, após uma guerra civil, estabeleceu-se a República Árabe do Iémen, que incluía representantes tribais e que desfrutava de modestos rendimentos do petróleo, bem como das remessas de seus cidadãos que trabalhavam nas nações do Golfo, ricas em petróleo. A população do país, em 1980, foi estimada em 12 milhões, contra 3 milhões no Iêmen do Sul.
Em 1967, após uma insurgência no Iêmen do Sul, liderada por dois partidos nacionalistas, o Reino Unido retirou-se de sua antiga colônia e concedeu-lhe a independência. Estabeleceu-se então um governo marxista e predominantemente secular, governado pela Frente de Libertação Nacional (posteriormente transformado em Partido Socialista do Iêmen). O partido instaura o único regime comunista no Oriente Médio, com ajuda econômica e militar da União Soviética, ao fundar, em 1970, a República Democrática Popular do Iêmen.

Iêmen do Norte (em laranja) e Iêmen do Sul (em azul) antes de 1990.

Em 1972, foi anunciado que a unificação viria a ocorrer, após a celebração de um acordo. O objetivo de unificação foi reafirmado pelos chefes de Estado do norte e do sul, durante uma reunião de cúpula no Kuwait, em março de 1979. No entanto, esses planos foram suspensos no mesmo ano, uma vez que a Arábia Saudita fomentou uma guerra entre os dois Estados. Forças do Iêmen do Sul penetraram na República Árabe do Iêmen e, após um mês de combates, ambas as partes aceitaram a mediação da Liga Árabe. Dois anos depois, iniciaram conversações com vistas à unificação. Assim, em 28 de outubro de 1972 pelo Acordo do Cairo estabeleceu-se um plano para unificar os dois países.
Os combates eclodiram novamente em fevereiro e março de 1979, com o Iêmen do Sul supostamente fornecendo ajuda aos rebeldes do norte, através da Frente Democrática Nacional, e cruzando as fronteiras.  As forças do sul tomaram até a cidade de Taizz antes de se retirar. Este conflito também foi de curta duração.
Na década de 1980, a exploração de petróleo perto da fronteira entre as duas nações, em Marib, no Iêmen do Norte, e em Shabwah, no Iêmen do Sul, estimularam o interesse em acordos para explorar os recursos da região e incrementar as  economias de ambas as nações. As negociações começaram em 1981, porém a República Árabe do Iêmen (Iêmen do Norte) acusava o vizinho do sul de financiar e armar as forças guerrilheiras de esquerda da Frente Nacional Democrática, que operava em seu território. Na República Democrática Popular do Iêmen desencadeou-se em 1986 uma luta entre facções que provocou mais de duas mil mortes e a destituição do presidente Ali Nasir Mohamed Husani. No fim da década de 1980, sob o impacto da liberalização soviética, o Iêmen do Sul renuncia ao comunismo e inicia diálogo com o Iêmen do Norte.
Em maio de 1988, os dois governos chegam a um entendimento que reduziu consideravelmente as tensões, incluindo acordos para renovar as discussões sobre a unificação, estabelecer uma zona de exploração conjunta de petróleo ao longo da fronteira indefinida, agora chamada de Área de Investimento Conjunto pela Hunt Oil e Exxon. Em maio de 1988, formaram a Companhia Iemenita de Investimento em Recursos Minerais e Petróleo (YCIMOR). Em novembro de 1989, Ali Abdullah Saleh, do Iêmen do Norte, e Ali Salim al-Baidh, do Iêmen do Sul, aceitaram conjuntamente um projeto de constituição única, originalmente elaborado em 1981, que incluía a desmilitarização da fronteira, com a livre circulação dos cidadãos iemenitas sem a necessidade de passaporte, bastando apenas a carteira de identidade. Na mesma ocasião, Sanaa foi designada como a capital do Iêmen unificado.

## Unificação

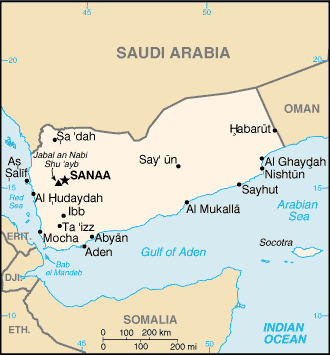
Iêmen unificado.

A República do Iêmen foi declarada em 22 de maio de 1990. Ali Abdullah Saleh do norte tornou-se Chefe de Estado, e Ali Salim al-Beidh tornou-se Chefe do Governo. Um período de 30 meses de transição para a conclusão da unificação dos dois sistemas políticos e econômicos foi definido. Um conselho presidencial foi eleito em conjunto composto de 26 membros do conselho consultivo da República Árabe do Iêmen e 17 membros do presidium da República Democrática Popular do Iêmen. O conselho presidencial nomeou um primeiro-ministro, que formou um gabinete. Houve também 301 assentos provisório do parlamento unificado, composto por 159 membros provenientes do norte, 111 membros do sul, e 31 membros independentes nomeados pelo presidente do conselho.
A constituição de unidade foi acordada em maio de 1990 e ratificada pela população em maio de 1991. Confirmou também o compromisso do Iêmen para eleições livres, um sistema político multipartidário, o direito à propriedade privada, igualdade perante a lei, e o respeito dos direitos humanos fundamentais. As eleições legislativas foram realizadas em 27 de abril de 1993. Os grupos internacionais auxiliaram na organização das eleições e observação da votação real. O novo parlamento representava fortemente o Norte. O Partido Socialista Iemenita, embora tivesse ganho a maioria dos assentos em votação nas regiões menos povoadas do sul, foi considerado uma pequena parte do novo governo de coalizão. O chefe da Islaah, Abdullah ibn Husayn al-Ahmar, tornou-se o presidente do Parlamento. O Islaah foi convidado para a coalizão governista, e o conselho presidencial foi alterado para incluir um membro do Islaah.
Como um novo campo de petróleo foi colocado em linha no Governorato de Hadhramaut, no sul, os sulistas começaram a sentir que a sua terra, o lar da maioria das reservas de petróleo do país, foi ilegalmente apropriada como parte de uma conspiração planejada pelos governantes do Iêmen do Norte.
Finalmente, a nação recém-unificada enfrentou uma crise política quando cerca de 800 000 iemenitas e trabalhadores do exterior foram enviados para casa pela Arábia Saudita, após a decisão do Iêmen de não apoiar as forças da coalizão na Guerra do Golfo. As remessas destes trabalhadores, uma parte importante da economia, foram cortadas e muitos iemenitas foram colocados em campos de refugiados, enquanto o governo decidia onde abrigá-los e como reintegrá-los no mercado de trabalho. O repatriamento destes iemenitas imediatamente aumentou a população do país em 7%.

## Guerra Civil
O Congresso Geral do Povo (GPC), partido do presidente Saleh, obtém maioria nas eleições legislativas. Entretanto, a permanência de Saleh não agrada aos sul-iemenitas o que conduz a deterioração das relações entre os unionistas e os marxistas. Em maio de 1994, os separatistas do sul iniciam uma guerra civil com o objetivo de separar-se novamente; os líderes sul-iemenitas proclamaram o estabelecimento da República Democrática do Iêmen, liderada por Haydar Abu Bakr Al-Attas, um Estado que não foi reconhecido por nenhum país da comunidade internacional, correspondente ao território do extinto Iêmen do Sul. Os sul-iemenitas foram apoiados pela Arábia Saudita que estava preocupada com suas fronteiras com o Iêmen unificado  enquanto os Estados Unidos repetidamente exigiam um cessar-fogo, sem sucesso. A guerra terminou em 7 de julho de 1994, quando o exército iemenita assume o controle de todo o país. O equilíbrio é particularmente pesado: de 7 000 a 10 000 mortes de acordo com fontes. Os combatentes (vários milhares) e os líderes sulistas foram forçados ao exílio. Se esta guerra marcou a eventual reunificação dos dois estados, no entanto, o país teve de enfrentar numerosas reconstruções, após os danos causados pela guerra. Saleh, concomitantemente, reforça sua posição política em setembro com emendas à Constituição que diminuem o poder do antigo Iêmen do Sul. A lei islâmica torna-se a base de toda a legislação.

## Pós unificação
As primeiras eleições presidenciais ocorreram em 23 de setembro de 1999 e viram o ex-presidente do Iêmen do Norte, Ali Abdullah Saleh, ser eleito com 96,3% dos votos. Emendas constitucionais adotadas no verão de 2000 estenderam o mandato presidencial de 2 anos, movendo, assim, as próximas eleições presidenciais para 2006. O Iêmen passa a ser um Estado de partido dominante com o Congresso Geral do Povo no poder.
Em 2010, os problemas ainda continuam, em que alguns veem como um tratamento injusto do Norte. Em 2007, um novo movimento, o Movimento do Iêmen do Sul (também chamado de Movimento Pacífico do Sul ou Movimento Separatista do Sul) é criado, exigindo o retorno de um Estado independente no sul, e passando a atacar as forças do governo. Em 22 de maio de 2010, o Iêmen celebra o 20 º aniversário da reunificação do país.